# Perispuda sulphurata
Perispuda sulphurata är en stekelart som först beskrevs av Johann Ludwig Christian Gravenhorst 1807.  Perispuda sulphurata ingår i släktet Perispuda och familjen brokparasitsteklar. Arten är reproducerande i Sverige. Utöver nominatformen finns också underarten P. s. helvetica.